# Écriture semi-cursive chinoise

Préface au recueil du pavillon des Orchidées par Wang Xizhi (extrait)

L'écriture semi-cursive chinoise ou style courant (行書, xíngshū) est l'un des principaux styles de calligraphie chinoise.
Dérivé du style clérical, Il se caractérise par des ligatures entre traits moins poussées que dans le style cursif. C'est le style le plus proche de l'écriture quotidienne.

## Historique
Le style semi-cursif est apparu à l'époque des dynasties Wei et Jin, comme les styles régulier et cursif. Wang Xizhi a joué un rôle particulier dans la formation de ce style.

## Œuvres
La Préface au recueil du pavillon des Orchidées de Wang Xizhi est l'une des œuvres les plus célèbres réalisées en style semi-cursif.